# Placówka Straży Celnej „Krzyżówki”

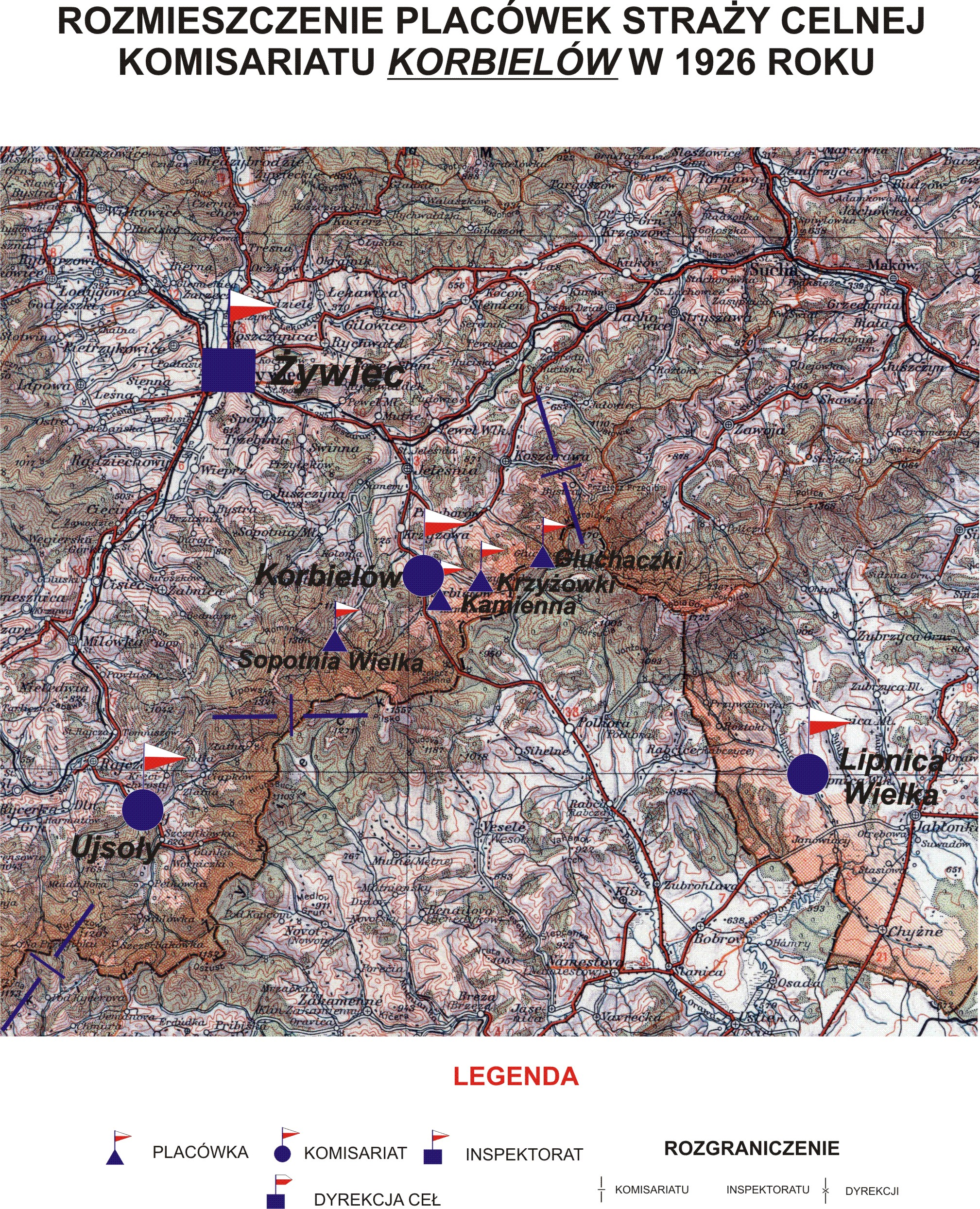
Rozmieszczenie placówek SC Komisariatu Korbielów w 1926

Placówka Straży Celnej „Krzyżówki” – jednostka organizacyjna Straży Celnej pełniąca w okresie międzywojennym służbę ochronną na granicy polsko-czechosłowackiej.

## Formowanie i zmiany organizacyjne
Na wniosek Ministerstwa Skarbu, uchwałą z 10 marca 1920 roku, powołano do życia Straż Celną. Jednostki Straży Celnej rozpoczęły przejmowanie odcinków granicy od pododdziałów Batalionów Celnych. W 1921 roku w Korbielowie stacjonował sztab 1 kompanii 7 batalionu celnego. Kompania wystawiała również placówkę w Krzyżówce W 1922 roku w Korbielowie stacjonował sztab 4 kompanii 7 batalionu celnego. Kompania wystawiała również placówkę w Krzyżówce. Proces tworzenia Straży Celnej trwał do końca 1922 roku. Placówka Straży Celnej „Krzyżówki” weszła w podporządkowanie komisariatu Straży Celnej „Korbielów” z Inspektoratu SC „Żywiec”.
W drugiej połowie 1927 roku przystąpiono do gruntownej reorganizacji Straży Celnej. W praktyce skutkowało to rozwiązaniem tej formacji granicznej. Ochronę północnej, zachodniej i południowej granicy państwa przejęła powołana z dniem 2 kwietnia 1928 roku Straż Graniczna.
Rozkazem nr 10 z 5 listopada 1929 roku w sprawie reorganizacji Śląskiego Inspektoratu Okręgowego komendant Straży Granicznej płk Jan Jur-Gorzechowski powołał komisariat Straży Granicznej „Korbielów”, a rozkazem nr 2 z 24 sierpnia 1933 roku w sprawach zmian etatowych, przydziałów oraz utworzenia placówek, komendant Straży Granicznej płk Jan Jur-Gorzechowski nakazał utworzyć placówkę I linii „Krzyżówka”.

## Funkcjonariusze placówki
Kierownicy placówki
| stopień    | imię i nazwisko, numer | okres pełnienia służby | kolejne stanowisko |
| ---------- | ---------------------- | ---------------------- | ------------------ |
| przodownik | Antoni Hołota (159)    | był w 1926             |                    |

Obsada personalna placówki w 1926:
- przodownik Antoni Hołota (159)
- starszy strażnik Piotr Tomal (2256)
- strażnik Józef Jankowski (1330)
- strażnik Franciszek Książek (1922)
- strażnik Antoni Lewandowski (1500)
- strażnik Władysław Mrowca (796)
- strażnik Józef Prodlik (1071)
- strażnik Józef Siekulicki (1335)
- strażnik Jan Szeląg (1337)
- strażnik Roman Szewczyk (2255)
- strażnik Ludwik Zieleśkiewicz (2100)
- strażnik Stanisław Zielonka (1344)
- strażnik Kazimierz Żak (1345)